# Гойтисоло, Луис
Лу́ис Гойтисо́ло Гай (исп. Luis Goytisolo Gay; род. 17 марта 1935, Барселона) — испанский писатель. Лауреат премии Библиотеки Бреве и Национальной премии Испании по литературе. Член Королевской академии испанского языка.

## Биография
Луис Гойтисоло родом из писательской семьи: два его брата Хосе Агустин (1928−1999) и Хуан (1931—2017)) также стали писателями. Их мать погибла в 1938 году во время бомбардировки в Гражданскую войну. Луис Гойтисоло изучал юриспруденцию, но бросил учёбу, чтобы заняться литературой. Писал для испанских газет El País, ABC и Diario 16.
Два первых романа Луиса Гойтисоло «Окраина» и «Всё те же слова» написаны в стиле социального реализма. Наиболее значимой работой Луиса Гойтисоло считается роман в четырёх частях «Антагония», повествующий о писательском деле. Клод Симон считал этот роман одним из трёх лучших, написанных в XX веке.

## Награды
- 1958: Премия Библиотеки Бреве за роман «Окраина»
- 1976: Премия города Барселоны
- 1993: Испанская национальная премия рассказчику
- 2013: Национальная премия Испании по литературе

## Сочинения
- Окраина / Las afueras, 1958
- Всё те же слова / Las mismas palabras, 1963
- Ojos, círculos, búhos, 1970
- Антагония / Antagonía
  - Recuento, 1973
  - Los verdes de mayo hasta el mar, 1976
  - La cólera de Aquiles, 1979
  - Teoría del conocimiento, 1981
- Devoraciones, 1976
- Fábulas, 1981
- Estela del fuego que se aleja, 1984
- Investigaciones y conjeturas de Claudio Mendoza, 1985
- La paradoja del ave migratoria, 1987
- Estatua con palomas, 1992
- Índico, 1992
- El impacto de la imagen en la narrativa española contemporánea, 1995
- Mzungo, 1996
- Placer licuante, 1999
- Escalera hacia el cielo, 1999
- Diario de 360º, 2000
- El porvenir de la palabra, 2002
- Liberación, 2003
- Oído atento a los pájaros, 2006
- Cosas que pasan, 2009
- El lago en las pupilas, 2012
- Naturaleza de la novela, 2013
- El sueño de San Luis, 2015
- Coincidencias, 2017
- Chispas, 2019

## Фильмография
- 1963 — A este lado del muro
- 1999—2000 — Negro sobre blanco[исп.]
- 2001 — Los Desayunos de TVE[исп.]
- 2013 — Qwerty
- 2014 — Versión española[исп.]
- 2017 — Terrícoles
- 2018 — Àrtic